# Euscorpius aladaglarensis
Espèce
Euscorpius aladaglarensis est une espèce de scorpions de la famille des Euscorpiidae.

## Distribution
Cette espèce est endémique de Turquie. Elle se rencontre dans les provinces de Niğde, de Kayseri et d'Adana dans l'Anti-Taurus.

## Description
Le mâle holotype mesure 31,62 mm et la femelle paratype 28,67 mm.

## Étymologie
Son nom d'espèce, composé de aladaglar et du suffixe latin -ensis, « qui vit dans, qui habite », lui a été donné en référence au lieu de sa découverte, l'Aladağlar.

## Publication originale
- Tropea & Yağmur, 2016 : Two New Species of Euscorpius Thorell, 1876 from Southern Turkey (Scorpiones: Euscorpiidae). Euscorpius, no 234, p. 1-19 (texte intégral).